# Ectropis nigripunctata
Ectropis nigripunctata là một loài bướm đêm trong họ Geometridae.